# Organismo congressuale forense
L'Organismo unitario dell'avvocatura - OUA è stato l'organismo di rappresentanza sindacale dell'avvocatura italiana (oggi sostituito da 'Organismo congressuale forense a partire dal Congresso di Rimini del 2016) ed era chiamato a dare attuazione ai deliberati del Congresso Nazionale Forense  ai sensi dell'art. 39 della legge 247/2012, rivestendone il ruolo di strumento esecutivo. 

## Statuto
Lo Statuto di OUA, nel suo testo vigente dal Congresso Nazionale Forense di Bari 2012, prevede che:
- art. 2: "Il Consiglio Nazionale Forense e l'Organismo Unitario, nell'ambito delle rispettive competenze, realizzano gli indirizzi deliberati dal Congresso[2]".
- art. 6 "L'Organismo Unitario dell'Avvocatura è l'organo al quale il Congresso conferisce la rappresentanza politica ed il compito di attuare i deliberati congressuali[3], assumendo iniziative, promuovendo e curando attività di studio, informazione, comunicazione, divulgazione ed intervento presso le istituzioni pubbliche e gli organismi politici".

## Storia
L'Organismo Unitario dell'Avvocatura ha vissuto diverse fasi: in origine il congresso forense dell'ottobre del 1994 a Venezia approvò un organismo provvisorio di rappresentanza politica per poi proseguire nel settembre 1995 con il Congresso straordinario di Maratea, in cui fu approvato lo Statuto che formalmente istituisce l'OUA. 
Diverse modifiche statutarie riguardanti, tra l'altro, il contributo e la sua misura furono introdotte nel corso dei Congressi successivi, in particolare con le delibere assunte nel corso dei congressi di Verona del 2002, di Palermo del 2003, di Milano del 2005, di Bologna del 2008 e di Genova del 2010.
Di recente, in superamento di alcune critiche alle posizioni congressuali, la struttura istituzionale si è consolidata a seguito dell'entrata in vigore della l. 247/2012, la quale all'art. 39 stabilisce che:
c.3. "Il Congresso Nazionale Forense delibera autonomamente le proprie norme regolamentari e statutarie, ed elegge l'organismo chiamato a dare attuazione ai suoi deliberati".
Quest'ultima statuizione porta a livello di norma primaria quanto da oltre vent'anni fa parte dello Statuto.
Spetta inoltre all'organismo proclamare l'astensione dalle udienze degli avvocati.
Nel 2015 è stata accreditata come associazione professionale avanti il registro della trasparenza della Comunità Europea ed è associata alla Union Internationale des Avocats (UIA).
Nel corso degli ultimi anni ha svolto attività di monitoraggio e influenza sui progetti legislativi in materia di giustizia e Professione Forense.

## Organizzazione
L'Organismo Unitario era composto da:
- l'Assemblea ed il Coordinatore;
- il Presidente e la Giunta.

L'assemblea era composta oggi di 88 membri ed è eletta in occasione di ogni Congresso su base distrettuale. 
La Giunta centrale è costituita dal Presidente dell'Organismo Unitario, che lo rappresenta all'esterno, dai due Vice Presidenti, dal Segretario e dal Tesoriere nonché da altri quattro componenti.
L'Organismo Unitario dell'Avvocatura Italiana operava per il tramite dei deliberati della sua assemblea: tutte le decisioni venivano prese a maggioranza ed i delegati vengono eletti su base distrettuale ad ogni Congresso Nazionale Forense; il diritto di elettorato attivo spetta a tutti i delegati congressuali.
A partire dal Congresso Nazionale Forense di Trieste–Grado del 1997 è stato previsto nello Statuto:
- la competenza istituzionale del Consiglio Nazionale Forense e la distinta competenza politica dell'Organismo Unitario (con il compito comune di attuare le delibere congressuali), entrambi in piena autonomia;
- la costituzione di Commissioni tematiche, nonché la composizione e i poteri dell'Assemblea e della Giunta centrale dell'Organismo Unitario;
- l'incompatibilità della carica di componente dell'Organismo (es. con quella di Consigliere Nazionale Forense o di Consigliere dell'Ordine Circondariale), e la decadenza dall'incarico per mancata partecipazione.

## Critiche
L'OUA è stata contestata nella sua rappresentanza da alcune Sigle Associative Forensi e Sindacali che affermano di non riconoscersi in essa. In effetti, le Camere Penali (i cui iscritti sono solo avvocati penalisti), che parteciparono alla sua costituzione ed al tavolo che voleva riformare lo statuto OUA dopo la legge 247/2012, disconoscono oggi ogni sua attività rappresentativa affermando di essere le uniche portatrici degli interessi dei loro associati.